# Ісаєва Асет Марцарівна
Асет Марцарівна Іса́єва (нар. 5 вересня 1915, Надтеречне — пом. 5 березня 1971, Грозний) — чеченнська радянська актриса театру. Народна артистка Чечено-Інгуської АРСР з 1961 року, заслужена артистка РРФСР з 13 вересня 1968 року. Дружина актора Мовжді Бадуєва.

## Біографія
Народилася 5 вересня 1915 року в селі Надтеречому (нині Надтеречний район Чечні, Російська Федерація). 1931 року поступила в національну театральну студію у Грозному, після закінчення якої увійшла до складу Чечено-Інгуського драматичного театру.
Під час німецько-радянської війни з театром виступала на фронтах перед бійцями Червоної армії. Пролягом 1944—1957 років була депортована до Узбецької РСР. Після повернення на батьківщину, знову працювала в Чечено-Інгуському драматичному театрі. Померла в Грозному 5 березня 1971 від серцевого нападу.

## Ролі
- Хава, Беліла, Лайла («Золоте озеро», «Червона фортеця», «Сім'я чабана» Саїда Бадуєва);
- Жанетта («Свекруха» Меджида Шамхалова);
- Смеральдіна («Слуга двох панів» Карло Ґольдоні).